# Маджари (село)
Маджари (болг. Маджари) — село в Болгарии. Находится в Хасковской области, входит в общину Стамболово. Население составляет 176 человек.

## Политическая ситуация
В местном кметстве Маджари, в состав которого входит Маджари, должность кмета (старосты) исполняет Хамди  Халил Исмаил (Движение за права и свободы (ДПС)) по результатам выборов правления кметства.
Кмет (мэр) общины Стамболово — Гюнер Фариз Сербест (Движение за права и свободы (ДПС)) по результатам выборов в правление общины.